# Claudia Koch-Brandt
Claudia Koch-Brandt (* 21. Januar 1952 als Claudia Koch in Halle (Saale)) ist eine deutsche Biochemikerin und Politikerin (AfD). Sie ist Professorin am Institut für Pharmazie und Biochemie der Johannes Gutenberg-Universität Mainz. 

## Leben

### Akademischer Werdegang
Claudia Koch-Brandt studierte von 1970 bis 1975 Chemie und Pharmazie an der Universität Frankfurt am Main. Nach dem Pharmazeutischen Staatsexamen (Approbation) 1976 wurde sie 1980 beim Biochemiker Hugo Fasold am Fachbereich für Biochemie, Pharmazie und Lebensmittelchemie zum Dr. rer. nat. promoviert.
Von 1977 bis 1978 war sie Guest Investigator beim späteren Nobelpreisträger Günter Blobel am Department of Cell Biology der Rockefeller University in New York. Im Anschluss war sie Postdoktorandin (Stipendiatin der Deutschen Forschungsgemeinschaft) und Staff Scientist am European Molecular Biology Laboratory (EMBL) in Heidelberg. 1985 habilitierte sie sich am Institut für Biochemie an der Universität Frankfurt. Sie verwaltete dann die Professur für Molekulare Genetik und wurde 1989 Hochschuldozentin für Biochemie.
Seit 1991 ist sie Professorin am Institut für Pharmazie und Biochemie der Johannes Gutenberg-Universität Mainz. Ihr Forschungsschwerpunkt liegt auf der Aufklärung von zellulären Schutzmechanismen bei degenerativen Erkrankungen wie Alzheimer, Parkinson und Arteriosklerose. Seit 1996 ist sie zudem Mitglied des Koordinationsausschusses des Naturwissenschaftlich-medizinischen Forschungszentrums (NMFZ) in Mainz. 2001 begründete sie und koordiniert seitdem das von der Boehringer Ingelheim Stiftung und der Klaus Tschira Stiftung (Heidelberg) geförderte PhD Student Exchange Program mit dem UT Southwestern Medical Center in Dallas. Von 2005 bis 2011 war sie Jurorin des John Kendrew Award des EMBL und seit 2010 des Klaus Tschira Preises für verständliche Wissenschaft. In Mainz ist sie seit 2010 Ansprechpartnerin der Gesellschaft für Biochemie und Molekularbiologie.
Seit 1982 hat Claudia Koch-Brandt über 50 Fachartikel in internationalen Fachzeitschriften veröffentlicht (zunächst unter ihrem Namen aus erster Ehe, Claudia Kondor-Koch), u. a. in Advances in Cancer Research, Biochemical Journal, Cell, Experimental Cell Research, FEBS Letters, Journal of Biological Chemistry, Journal Cell Biology,Journal of Thrombosis and Haemostasis, PLOS ONE,Proceedings of the National Academy of Sciences und The EMBO Journal; ihr h-Index ist 22 (Stand: 10. März 2014). Außerdem ist sie als Rezensentin der Zeitschrift Fachbuchjournal (herausgegeben bei Dinges & Frick) tätig.
Koch-Brandt ist Peer-Reviewer für das Naturwissenschaftlich-Medizinische Forschungszentrum Mainz, die Deutsche Forschungsgemeinschaft (DFG), das Forschungszentrum Jülich, die German-Israel Foundation for Scientific Research & Development, für Nato Collaborative Research Grants und den Nationalfonds der Republik Österreich.
Sie ist verheiratet, lebt in Oberursel (Taunus) und hat zwei Kinder.

### Politik
Koch-Brandt trat im April 2013 in die AfD ein, wurde nach Positionen im Kreisvorstand des Hochtaunuskreises im Dezember 2013 zur stellv. hessischen Landessprecherin der Alternative für Deutschland (AfD) gewählt, rückte wenige Wochen später in das Amt der Landessprecherin nach und erklärte im August 2014 ihren Rücktritt. Bei der Landtagswahl in Hessen 2013 trat sie für die AfD als Kandidatin im Wahlkreis Hochtaunus II an. Sie erlangte 4,4 Prozent der Wahlkreisstimmen. Bei der Europawahl 2014 kandidierte sie für die AfD auf dem Listenplatz 25. Seit April 2016 ist sie Stadtverordnete in Oberursel und stellvertretende Fraktionsvorsitzende und seit Juni 2021 Fraktionsvorsitzende.

## Auszeichnungen
- 1984: Heinz-Maier-Leibnitz-Preis der Deutschen Forschungsgemeinschaft
- 1998: Deutsche Kandidatin und Finalistin für For Women in Science (heute UNESCO-L’Oréal-Preis)

## Schriften (Auswahl)

### Lehrbuch
- C. Koch-Brandt: Gentransfer. Prinzipien, Experimente, Anwendung bei Säugern. Georg Thieme Verlag, Stuttgart/New York 1993, ISBN 3-13-114101-8 (203 Seiten, 129 Abbildungen, 16 Tabellen).

### Fachartikel
Es sind die vier meistzitierten Artikel aufgeführt.
- L. Gerace, Y. Ottaviano, C. Kondor-Koch: Identification of a major polypeptide of the nuclear pore complex. In: Journal of Cell Biology. Vol. 95, Nr. 3, 1982, S. 826–837, doi:10.1083/jcb.95.3.826.
- Claudia Kondor-Koch, Rodrigo Bravo, Stephen D. Fuller, Daniel Cutler, Henrik Garoff: Exocytotic pathways exist to both the apical and the basolateral cell surface of the polarized epithelial cell MDCK. In: Cell. Vol. 43, Nr. 1, 1985, S. 297–306, doi:10.1016/0092-8674(85)90035-2.
- J. Urban, K. Parczyk, A. Leutz, M. Kayne, C. Kondor-Koch: Constitutive apical secretion of an 80-kD sulfated glycoprotein complex in the polarized epithelial Madin-Darby canine kidney cell line. In: Journal of Cell Biology. Vol. 105, Nr. 6, 1987, S. 2735–2743, doi:10.1083/jcb.105.6.2735.
- Jörg Kreuter, Dmitry Shamenkov, Valery Petrov, Peter Ramge, Klaus Cychutek, Claudia Koch-Brandt, Renad Alyautdin: Apolipoprotein-mediated Transport of Nanoparticle-bound Drugs Across the Blood-Brain Barrier. In: Journal of Drug Targeting. Vol. 10, Nr. 4, 2002, S. 317–325, doi:10.1080/10611860290031877.